# اوودو
اوودو (به فرانسوی: Audeux) یک کمون در فرانسه است که در canton of Audeux واقع شده‌است. اوودو ۱٫۷۵ کیلومتر مربع مساحت دارد.